# Schelpenboekje
Het Schelpenboekje, zoals dit boekje vaak wordt genoemd, is een boekje met 20 etsen van schelpen dat in 1972 op initiatief van Simon Koene werd uitgegeven. Dit boekje was de eerste aanzet tot de oprichting van De Haagse Etsclub in 1984 in navolging van de 'oude' Haagsche Etsclub uit 1848.

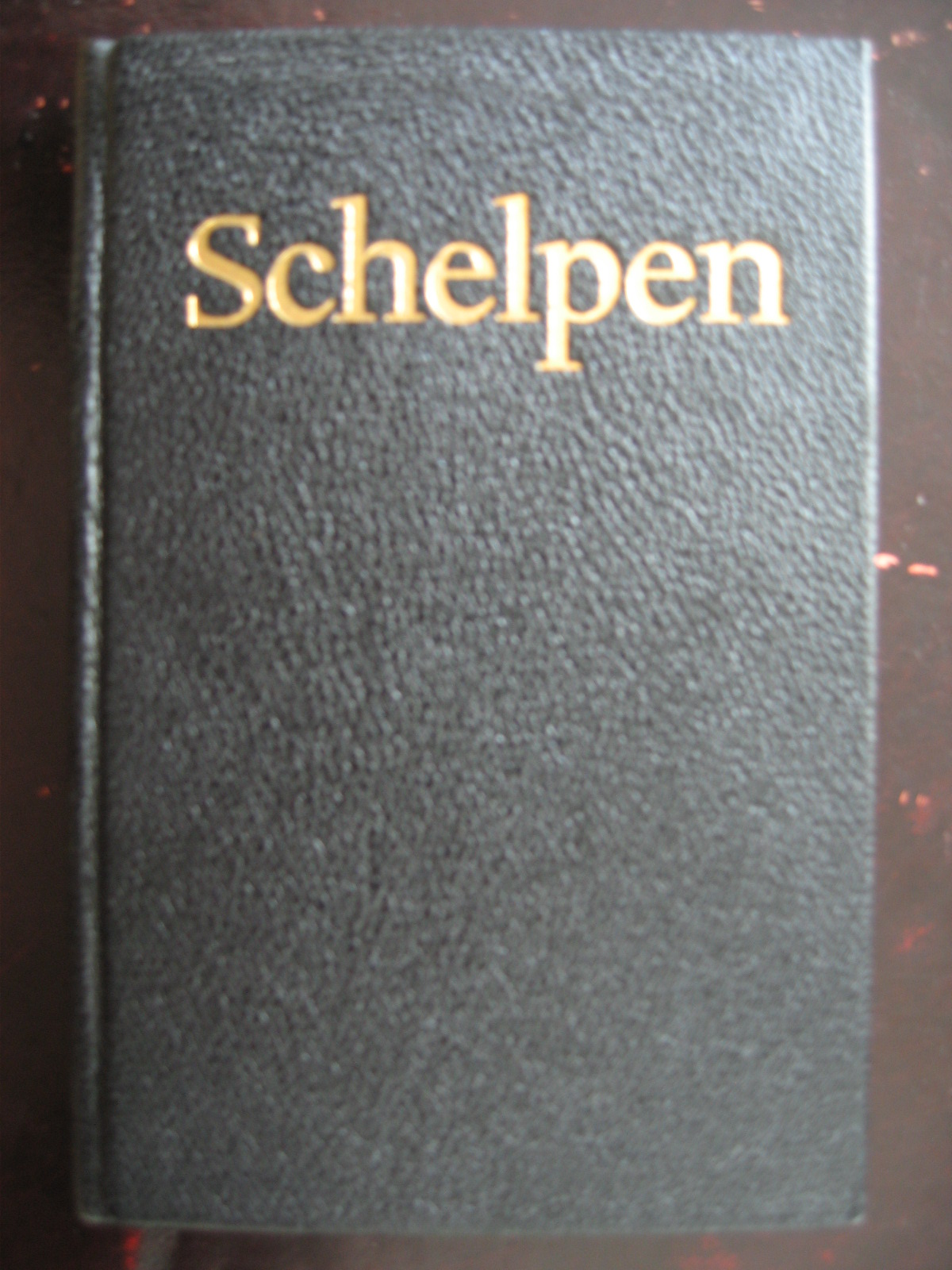
Het Schelpenboekje (1972)

## Geschiedenis
Simon Koene was op het idee gekomen om door middel van het bundelen van etsjes van diverse kunstenaars een boekje samen te stellen en in een kleine oplage uit te geven.
Hij had kort daarvoor het boekje ‘Six Fairy Tales’ van David Hockney gezien. Dit kleine boekje was een reproductie van een veel groter exemplaar waarin zich de originele etsen van Hockney bevinden dat werd uitgegeven door de Peterburg Press in Londen.
De etsplaten van Hockney werden in Amsterdam gedrukt bij drukkerij Piet Clement, waar ook de etsen van Koene werden afgedrukt. Het kleine formaat en de vormgeving spraken Koene zozeer aan dat dit de impuls is geweest om samen met een aantal andere etsers het boekje ‘Schelpen’ te maken, maar dan met originele etsen.

## Inspiratie
Niet lang daarvoor had Koene een etsje van een schelp gemaakt, nadat hij het beroemde etsje Conus Marmoreus van Rembrandt uit 1650 weer eens had gezien. Hij besprak zijn plan met Dirk van Gelder, die hier direct enthousiast over was. 
Koene benaderde vervolgens een aantal kunstenaars, onder wie enkele van zijn oud-leraren van de Koninklijke Academie van Beeldende Kunsten in Den Haag en enkele studiegenoten van dezelfde Academie. 
Ieder maakte voor het boekje twee etsen, uitgezonderd de letterontwerper en typograaf Gerrit Noordzij die twee kopergravures maakte en de letters 'Schelpen' voor de omslag van dit in leer gebonden boekje voor zijn rekening nam.
Het Schelpenboekje werd in een oplage van vijftig exemplaren handgedrukt en gebonden en kwam in vijfvoud in het bezit van de 10 deelnemende kunstenaars.

## Tentoonstelling
Toen het Haags Gemeentemuseum in 1984 een tentoonstelling aan de oprichting van nieuw opgerichte Haagse Etsclub wijdde, werd het Schelpenboekje met voorstudies en aquarellen tentoongesteld. 
Op de tentoonstelling was tevens de correspondentie te zien die rondom dit project was ontstaan. Tevens werden er etsen van de oude Haagsche Etsclub (1848-1860) en de Nederlandsche Etsclub(1885-1896) getoond.
Deze uitgebreide tentoonstelling heeft later in het Drents Museum in Assen een vervolg gekregen.
Het Schelpenboekje werd in de jaren daarna op vele locaties tentoongesteld.

## Deelnemers
De aan het Schelpenboekje deelnemende kunstenaars  waren:
- Simon Koene
- Dirk van Gelder
- Willem Minderman
- Hermanus Berserik
- Co Westerik
- Charles Donker
- Jaap Hillenius
- Gerrit Noordzij
- Fred Couprie
- Arja van den Berg

## Collecties
Het Schelpenboekje is opgenomen in de collectie van het Rijksmuseum, het Kunstmuseum Den Haag en de Fondation Custodia in Parijs.